# Missing in Action (Film)
Missing in Action ist ein 1984 erschienener US-amerikanischer Actionfilm des Regisseurs Joseph Zito und wurde von Cannon Films produziert. Der Film war die erste Kooperation der Filmgesellschaft mit Chuck Norris, der bis in die 1990er Jahre hinein weitere folgten.
Dem Film folgte ein 1985 veröffentlichtes Prequel mit dem Titel Missing in Action 2 – Die Rückkehr sowie 1988 die Fortsetzung Missing in Action 3 – Braddock.

## Handlung
Colonel James Braddock, der während des Vietnamkrieges aus einem Gefangenenlager entkommen konnte, kehrt 10 Jahre später nach Vietnam zurück. Er findet heraus, dass im Dschungel noch immer amerikanische Soldaten gefangen gehalten werden, und beschließt, diese auf eigene Faust zu befreien. Es gelingt ihm, nach heftigen Gefechten mit vietnamesischen Soldaten vier amerikanische Kriegsgefangene zu befreien.

## Kritik
„Die Story ist gespickt mit rassistischen Durchhalteparolen und von eindeutiger politischer Parteinahme bestimmt, wobei dem Zuschauer suggeriert wird, dass der Zweck die Mittel heilige. Ein menschenverachtendes Machwerk.“

## Hintergrund
Der Film startete in den Vereinigten Staaten am 16. November 1984 und spielte rund 22,8 Millionen Dollar ein. In Deutschland sahen den Film rund 530.000 Zuschauer.
Der Film wurde eigentlich zeitlich nach dem Film Missing in Action 2 – Die Rückkehr produziert, kam aber als erster von beiden in die Kinos, weshalb Missing in Action 2 – Die Rückkehr keine Fortsetzung, sondern ein Prequel darstellt. Verantwortlich hierfür war die Filmgesellschaft Warner Bros., die nach Testaufführungen den ursprünglich ersten Teil nicht veröffentlichen wollte, weshalb Produzent Menahem Golan angeblich eigenmächtig die vorgesehene Reihenfolge der Veröffentlichung änderte.
Die Dreharbeiten fanden vollständig auf den Philippinen statt und waren geprägt von schwierigen Wetterbedingungen, da der Dreh inmitten der Regenzeit stattfand. Die Produktionskosten betrugen etwa 2,5 Millionen Dollar.
Regisseur Zito setzte im Jahr darauf für Cannon Films Invasion U.S.A. in Szene, in dem ebenfalls Chuck Norris die Hauptrolle übernahm.

## Trivia
Jean-Claude van Damme wurde dank Chuck Norris in Missing in Action als Stuntman engagiert. Van Damme arbeitete zuvor als Türsteher im Club von Norris’ Ehefrau, wo dieser auf ihn aufmerksam wurde. Van Damme konnte ihn überzeugen und erhielt einen Vertrag.